# Viktoria Krüger

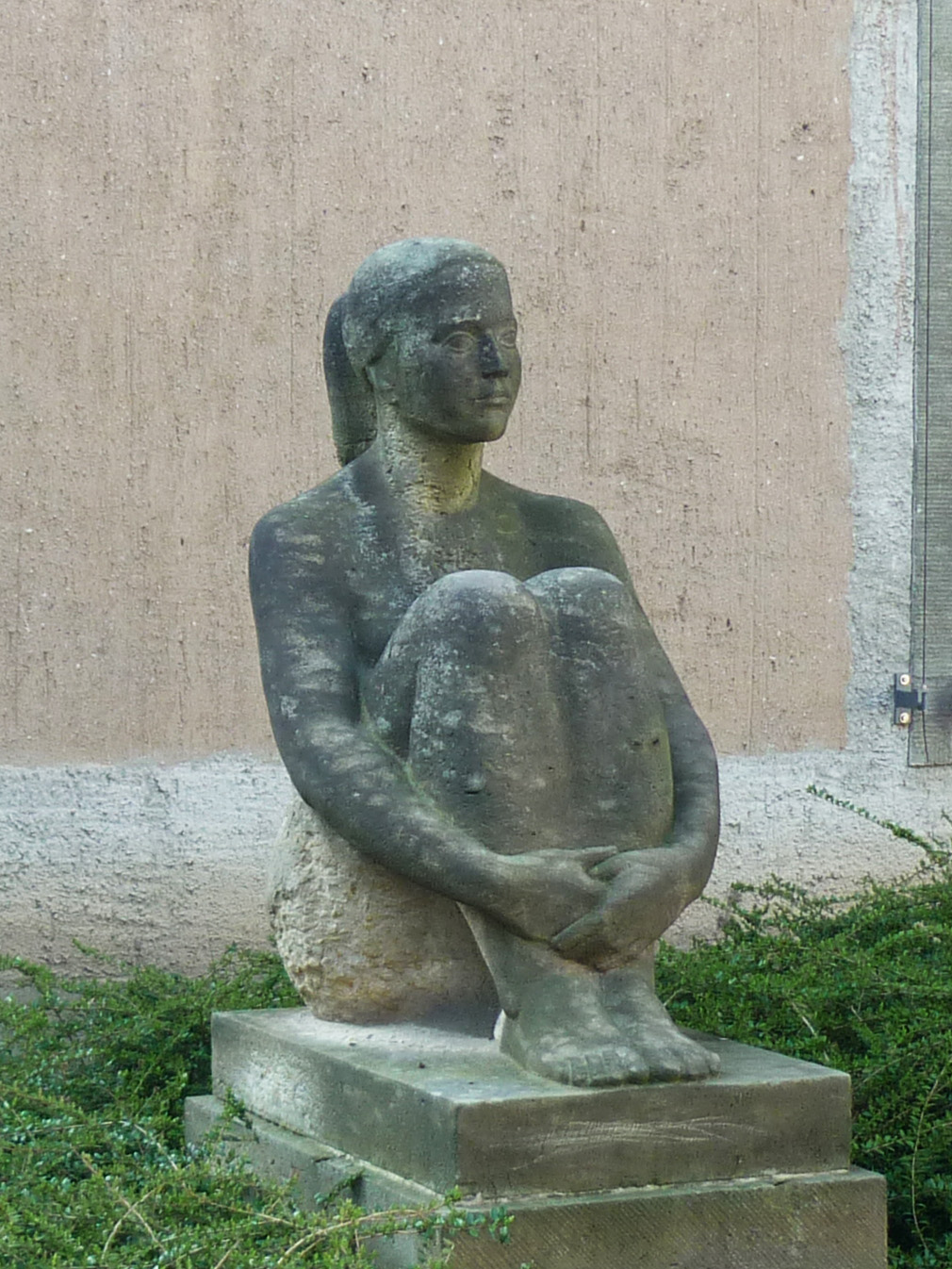
Sitzendes Mädchen (1955)

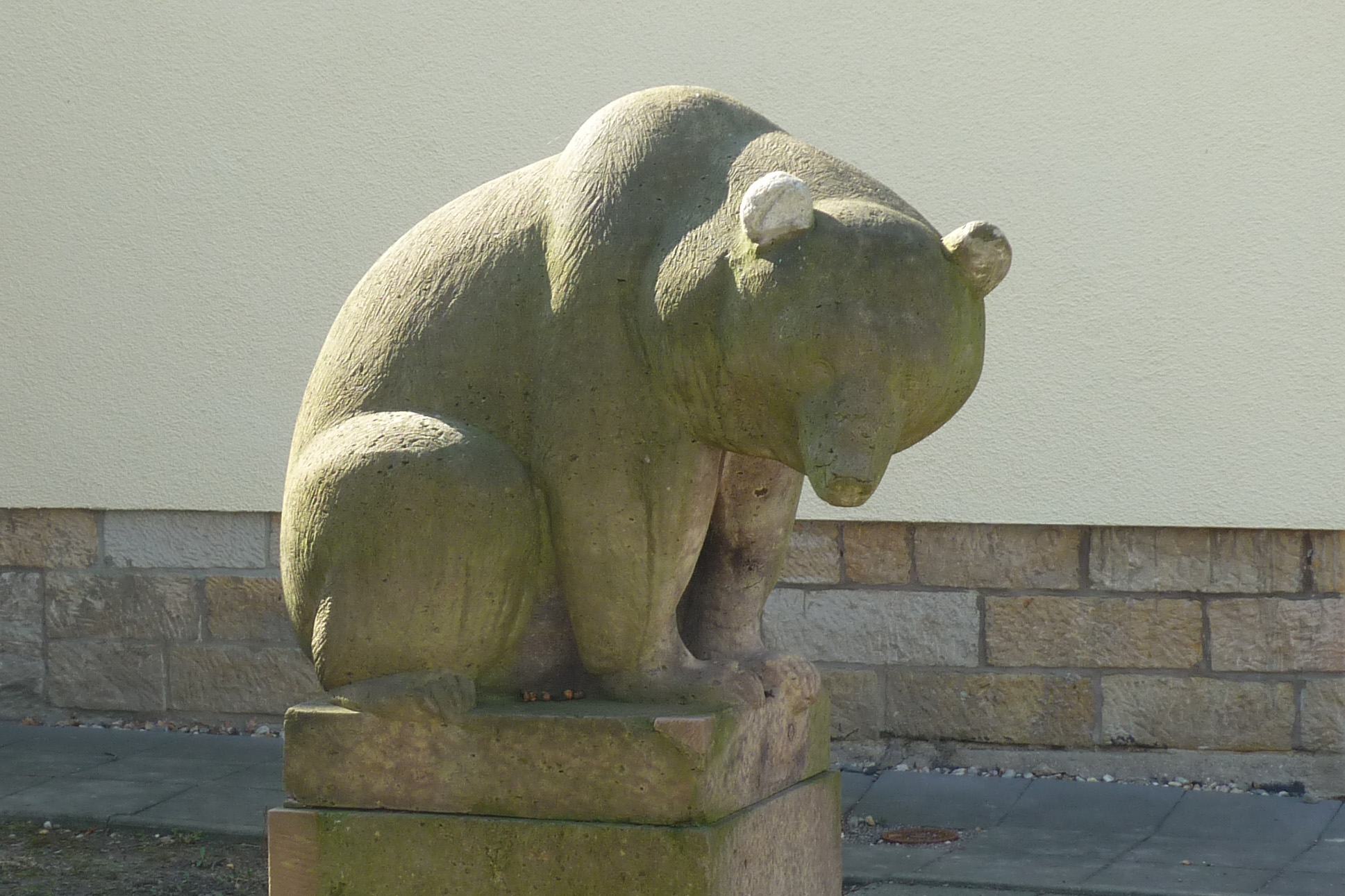
Hockender Bär (1955)

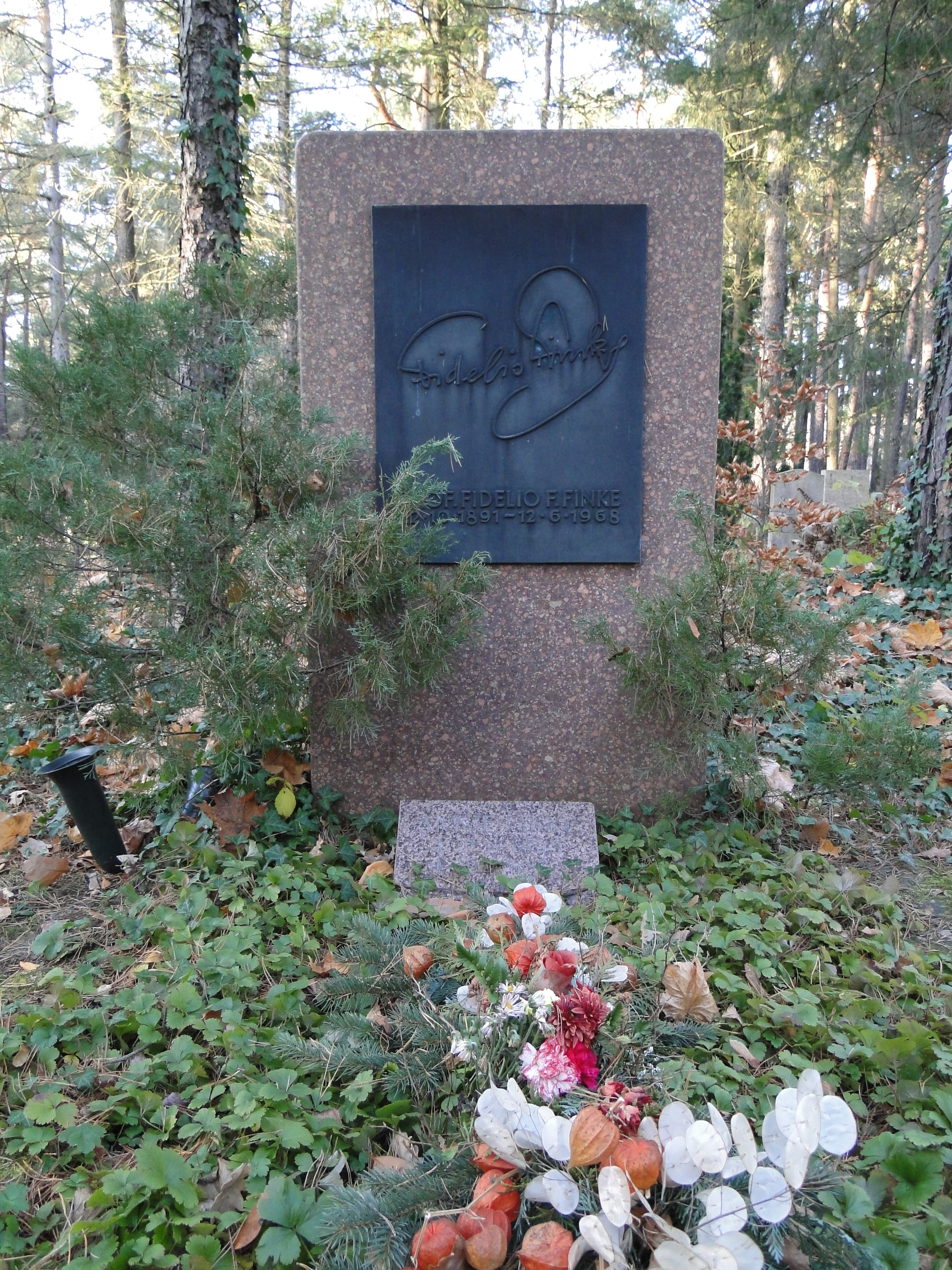
Grab Fidelio F. Finke in Dresden (1968)

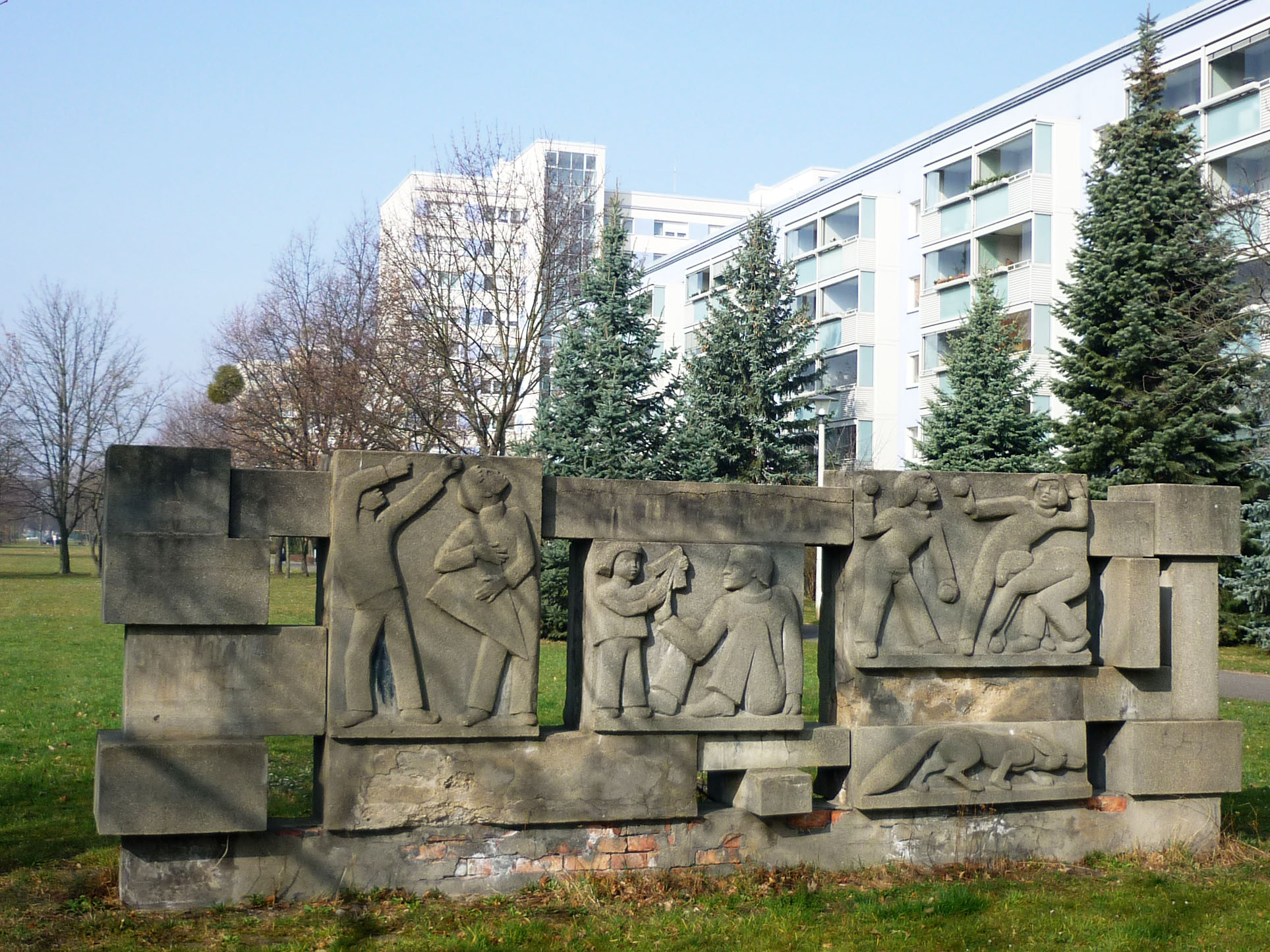
Relief-Wand an der Striesener Straße Dresden

Viktoria Krüger (* 28. Oktober 1914 in Dresden; † 31. März 2010 ebenda) war eine deutsche Bildhauerin.

## Leben
Viktoria Krüger wurde am 28. Oktober 1914 als Tochter von Hauptmann Hans Krüger und seiner Frau Luise (geb. Ohme) in Dresden geboren. Sie besuchte die Städtische Studienanstalt Dresden-Neustadt, wo sie 1934 das Abitur abschloss. Danach studierte Viktoria Krüger von 1934 bis 1937 bei Rudolf Born an der Kunstgewerbeschule Dresden in Dresden und bei Cirillo Dell’Antonio an der Holzschnitzschule Bad Warmbrunn. Von 1938 bis 1939 war sie bei Karl Albiker an der Dresdner Kunstakademie. Nach einer Dienstverpflichtung als Fernsprechhelferin setzte Viktoria Krüger ihr Studium von 1941 bis 1944 bei Joseph Wackerle an der Akademie der Bildenden Künste München fort. Ein Austauschstudium führte sie von 1942 bis 1943 an die Accademia di Belle Arti (Florenz) zu Romano Romanelli.
Nach den Luftangriffen auf Dresden engagierte sich Viktoria Krüger zuerst als Trümmerfrau und Bildhauergehilfin im Dresdner Zwinger. Bis 1948 war sie dann als Plastikrestauratorin und Bildhauerin bei Albert Braun in der Zwingerbauhütte beim Wiederaufbau des Dresdner Zwingers tätig.
Ab 1948 arbeitete Krüger als freischaffende Bildhauerin und freie Mitarbeiterin für die Technische Hochschule Dresden und das Staatstheater Dresden (z. B. Don Giovanni und Sommernachtstraum). In ihrem Atelier in Dresden-Bühlau fertigte sie bis Anfang der 1980er Jahre große Freiplastiken und Schrifthauerarbeiten für den öffentlichen Raum, Bühnenplastiken sowie Porträtplastiken und Reliefs für private Auftraggeber. Sie arbeitete dabei zumeist mit Techniken der Steinbildhauerei und des Kunstgusses. Sie war bis 1990 Mitglied des Verbands Bildender Künstler der DDR.
Viktoria Krüger wurde im Grab der Familie Ohme auf dem Johannisfriedhof in Dresden beigesetzt.

## Werke (Auswahl)
Freiplastiken
- Hockender Bär (Standort: Technische Universität Dresden, Hof der Alten Mensa), 1955, Hilbersdorfer Porphyr.
- Sitzendes Mädchen / Sinnende (Standort: Technische Universität Dresden, Barkhausen-Bau (Hof Südost)), 1957/1958, Sandstein.
- Sitzender Bär (Standort: Mathildenstraße, Dresden), 1964.
- Relief-Wand  Jahreszeiten und Lebenszeiten (Bronze auf Zementsockel, um 1978; mit Egmar Ponndorf und Christian Schulze. Standort: gegenüber Striesener Straße 32, Dresden) u. a.[4]

Schrifthauerarbeiten
- Gedenktafel für Erich Stöckel und Paul Zickler (Standort: Blaues Wunder (Dresden), Blasewitz), 1965.
- Gedenktafel für die erste Ruhestätte von Käthe Kollwitz (Standort: Friedhofsmauer der Moritzburger Kirche, Moritzburg).
- Grabstein des Komponisten Fidelio F. Finke (Standort: Heidefriedhof, Dresden), 1968.

## Ausstellungen (unvollständig)
- 1953 und 1962/1963: Dresden, Dritte und Fünfte Deutsche Kunstausstellung
- 1974 und 1979: Dresden, Bezirkskunstausstellungen
- 1995: Dresden, Galerie „Rahmen & Bild Maria Arlt“ (Zeichnungen und Plastiken)[5]